# Aleksandr Jurjevitj Kaleri
Aleksandr Jurjevitj Kaleri ((russisk) Александр Юрьевич Калери) født 13. maj 1956 i Jūrmala i Letland er en russisk kosmonaut, der har været del af besætningerne på både Mir og Den Internationale Rumstation.
Kaleri har en grad fra Moskvas Institut for fysik og teknologi. I 1979 blev han ansat af Energija hvor han arbejde med udviklingen af Mir. Han blev valgt til kosmonautkandidat i 1984 og fløj tre længere missioner til Mir i 1992, 1996/1997 og 2000. Han var del af ekspedition 8 til Den Internationale Rumstation sammen med Michael Foale.